# Tuxpan (Michoacán)
Tuxpan ist ein Ort in mexikanischen Bundesstaat Michoacán mit 9122 Einwohnern (Stand 2010). Es gibt gleichnamige Orte in Jalisco und in Veracruz. Tuxpan ist der Verwaltungssitz des gleichnamigen Municipio Tuxpan.
Von touristischem Interesse ist in Tuxpan insbesondere das örtliche Kirchengebäude aus dem 17. Jahrhundert, der Templo de Santiago.

## Söhne und Töchter
- Carlos Garfias Merlos  (* 1951), römisch-katholischer Geistlicher, Erzbischof von Morelia
- Rafael Baca (* 1989), Fußballspieler